# Longitarsus serrulatus
Longitarsus serrulatus là một loài bọ cánh cứng trong họ Chrysomelidae. Loài này được Prathapan, Faizal & Anith miêu tả khoa học năm 2005.